# Битумное
Би́тумное (укр. Бітумне, крымскотат. Bitumnoye, Битумное) — посёлок при железнодорожной станции Симферополь-Грузовой. Входит в городской округ Симферополь (согласно административно-территориальному делению Украины — Симферопольский горсовет в составе Грэсовского поселкового совета, подчинялся Железнодорожному району Симферополя).
Расположен в 8 км на север от центра Симферополя, севернее Аграрного на автодороге 35А-002 граница с Украиной — Симферополь — Ялта (по украинской классификации М-18 Харьков — Симферополь), высота центра села над уровнем моря — 230 м.

## Население
| 2001 | 2014 |
| ---- | ---- |
| 221  | ↗242 |

Население, по результатам переписи 2001 года, 221 человек, со следующим распределением по носителям языка:
| Язык       | Число жит. | Процент |
| ---------- | ---------- | ------- |
| русский    | 197        | 98,19   |
| украинский | 4          | 1,81    |

Решением Крымоблисполкома от 8 сентября 1958 года № 133, безымянному посёлку при станции Битумная (сейчас Симферополь-Грузовой) Каховского сельсовета, официально было присвоено название посёлок Битумное, при этом по данным всесоюзная перепись населения 1939 года в селе Битумное проживало 138 человек. Время переподчинения посёлка Симферопольскому горсовету пока не установлено: на 15 июня 1960 года село числилось в составе Мирновского сельсовета. По данным переписи 1989 года в селе проживало 365 человек. С 12 февраля 1991 года село в восстановленной Крымской АССР, 26 февраля 1992 года переименованной в Автономную Республику Крым. С 21 марта 2014 года в составе Крыма аннексировано Россией, с 5 июня 2014 года — в городском округе Симферополь.
На 2018 год в посёлке числится 2 улицы: Внешняя и Перонная, объекты — 9, 11 и 12 километры Московского шоссе. На 2009 год, по данным горсовета, в посёлке проживало 0,2 тысячи человек.

## Транспорт
Автобусы: 13А, 55, 95, 104, 178, 319-23, 360-23, 361-23, 385-20, 446-23, 292-23.